# Hias Leitner
Matthias Leitner o Mathias Leitner, detto Hias (Kitzbühel, 22 settembre 1935), è un ex sciatore alpino e allenatore di sci alpino austriaco.

## Biografia

### Carriera sciistica

#### Stagioni 1955-1958
Sciatore polivalente con maggior propensione alle prove tecniche originario di Mittelberg, comune austriaco raggiungibile soltanto dalla Germania, Hias Leitner era fratello di Adalbert e Ludwig, a loro volta sciatori alpini; debuttò in campo internazionale in occasione del trofeo dell'Hahnenkamm 1955 (Kitzbühel 15-16 gennaio), dove si classificò 10º nella discesa libera, 38º nello slalom speciale e 23º nella combinata, e l'anno dopo si piazzò 3º nella discesa libera, 3º nello slalom speciale e 2º nella combinata del Grand Prix de Chamonix (Chamonix, 11-12 febbraio 1956).
Nel 1957 fu 2º nella combinata dell'Hahnenkamm (Kitzbühel, 19-20 gennaio), vinse la discesa libera pre-iridata di Badgastein (23 gennaio), si classificò 3º sia nella discesa libera sia nella combinata del trofeo Arlberg-Kandahar (Chamonix, 8-10 marzo) e si piazzò 2º e 3º nei due slalom speciali del Grand Prix du Printemps (Méribel/Courchevel, 28-31 marzo). Nel 1958, dopo esser stato 2º nello slalom gigante dell'Internationale Adelbodner Skitage di Adelboden (5-6 gennaio) e 2º nello slalom speciale e 3º nella combinata del trofeo del Lauberhorn di Wengen (11-12 gennaio), esordì ai Campionati mondiali e a Badgastein 1958 (2-9 febbraio) si classificò 5º nella discesa libera, la sola gara nella quale prese il via; nel prosieguo della stagione si piazzò 2º nella combinata dell'Arlberg-Kandahar (Sankt Anton am Arlberg, 7-9 marzo), 3º nella discesa libera, 2º nello slalom speciale e 2º nella combinata del trofeo Holmenkollen-Kandahar (Holmenkollen, 13-15 marzo) e 3º nello slalom speciale del Grand Prix du Printemps (Val-d'Isère, 26-28 marzo).

#### Stagioni 1959-1960
Nella stagione 1958-1959 fu 2º nello slalom speciale del Lauberhorn (Wengen, 9-10 gennaio), vinse lo slalom speciale e la combinata del trofeo Ruben Blan (Sankt Moritz, 23-25 gennaio), si classificò 3º sia nella discesa libera sia nello slalom speciale di Rottach-Egern (7-8 marzo), 2º nei tre slalom giganti del Grand Prix du Maurienne (La Toussuire, 5-6 aprile) e si piazzò 1º e 2º negli slalom speciali del Grand Prix du Savoie (Méribel/Courchevel, 8-10 aprile).
Nel 1960 vinse lo slalom speciale del Lauberhorn (Wengen, 9-10 gennaio), dove fu anche 3º nella combinata, e ai successivi VIII Giochi olimpici invernali di Squaw Valley 1960 (19-27 febbraio), suo esordio olimpico, vinse la medaglia d'argento nello slalom speciale (valida anche ai fini dei Mondiali 1960, la sola gara nella quale prese il via; nel prosieguo della stagione vinse lo slalom speciale della Harriman Cup (Sun Valley, 5-6 marzo) e la combinata degli International American Championships (Stowe, 11-13 marzo), dove si classificò anche 3º nello slalom gigante e 2º nello slalom speciale, e lo slalom speciale dell'Arlberg-Kandahar (Sestriere, 1-3 aprile).

#### Stagioni 1961-1964
Nella stagione 1960-1961 si piazzò 2º nello slalom speciale del Criterium de la première neige (Val-d'Isère, 16-18 dicembre), 3º sia nello slalom speciale sia nello slalom speciale della Coppa dei Tre comuni ladini (Val Gardena, 11-12 febbraio) e vinse lo slalom speciale e fu 2º nella combinata dell'Otto Furrer Memorial (Zermatt, 17-19 marzo); l'anno dopo si classificò 3º nella combinata dell'Hahnenkamm (Kitzbühel, 21-22 gennaio), ai Mondiali di Chamonix 1962 (10-18 febbraio) si piazzò 10º nella discesa libera, la sola gara nella quale prese il via, e alla 3-Tre di Madonna di Campiglio vinse lo slalom speciale e fu 2º nella combinata
Nel 1963 si classificò 3º nello slalom speciale del Pokal Vitranc (Kranjska Gora, 2-3 marzo) e vinse quello del Grand Prix du Savoie (Méribel, 23-24 marzo); nel 1964 si piazzò 2º nello slalom speciale del Lauberhorn (Wengen, 10-12 gennaio) e ai successivi IX Giochi olimpici invernali di Innsbruck 1964 (29 gennaio-9 febbraio), suo congedo agonistico, fu 21º nello slalom speciale, la sola gara nella quale prese il via.

### Altre attività
Dopo il ritiro Leitner prese parte al circuito professionistico nordamericano (1964-1972) e in seguito divenne allenatore nei quadri della Federazione sciistica del Tirolo prima e poi, fino al 1999, in quelli della Federazione austriaca, seguendo atleti della nazionale come Leonhard Stock, Stephan Eberharter e Benjamin Raich.

## Palmarès

### Olimpiadi
- 1 medaglia, valida anche ai fini dei Mondiali:
  - 1 argento (slalom speciale a Squaw Valley 1960)

### Classiche
3-Tre
- 1 vittoria (slalom speciale a Madonna di Campiglio 1962)

Arlberg-Kandahar
- 1 vittoria (slalom speciale a Sestriere 1960)

Grand Prix du Savoie
- 2 vittorie (slalom speciale a Méribel/Courchevel 1959; slalom speciale a Méribel 1963)

Harriman Cup
- 1 vittoria (slalom speciale a Sun Valley 1960)

Lauberhorn
- 1 vittoria (slalom speciale a Wengen 1960)

Otto Furrer Memorial
- 1 vittoria (slalom speciale a Zermatt 1961)

Ruben Blan
- 2 vittorie (slalom speciale, combinata a Sankt Moritz 1959)

### Campionati austriaci
- 14 medaglie[senza fonte]:
  - 2 ori (discesa libera, slalom gigante nel 1959)
  - 2 argenti (slalom speciale nel 1955; combinata nel 1957)
  - 10 bronzi (discesa libera, slalom speciale, combinata nel 1956; slalom gigante, slalom speciale nel 1957; discesa libera, combinata nel 1958; combinata nel 1959; slalom gigante nel 1961; slalom gigante nel 1963)